# FCサムグラリ・チャルトゥボ
FCサムグラリ・チャルトゥボ（FC Samgurali Tsqaltubo）は、ジョージア・チャルトゥボを本拠地とするサッカークラブ。2021シーズンからエロヴヌリ・リーガに所属している。

## 概要
ソビエト連邦から独立後最初のジョージアにおけるリーグ戦となったウマグレシ・リーガの初期メンバー。しかし、1999-00シーズンに2部リーグへと降格すると、2004-05シーズンから2009-10シーズンの5シーズンは財政難によって活動を停止していた。
2020シーズン、2部リーグを2位で終え、2001-02シーズン以来の1部復帰を決めた。

## タイトル

### 国内タイトル
- エロヴヌリ・リーガ2 : 1回
  - 1995-96

- グルジア・ソビエト連邦サッカーリーグ : 3回
  - 1983, 1985, 1989

- グルジア・ソビエト連邦カップ : 2回
  - 1988, 1989

### 国際タイトル
- なし

## 過去の成績
| シーズン | リーグ戦            | リーグ戦 | リーグ戦 | リーグ戦 | リーグ戦 | リーグ戦 | リーグ戦 | リーグ戦 | リーグ戦 | サカルトヴェロス・タシ |
| シーズン | ディビジョン        | 順位     | 試       | 勝       | 分       | 敗       | 得       | 失       | 点       | サカルトヴェロス・タシ |
| -------- | ------------------- | -------- | -------- | -------- | -------- | -------- | -------- | -------- | -------- | ---------------------- |
| 2019     | リーガ3             | 2位      | 36       | 21       | 7        | 8        | 52       | 29       | 70       | 2回戦敗退              |
| 2020     | エロヴヌリ・リーガ2 | 2位      | 18       | 8        | 6        | 4        | 23       | 12       | 30       | 準優勝                 |
| 2021     | エロヴヌリ・リーガ  | 7位      | 36       | 9        | 14       | 13       | 34       | 46       | 41       | 準優勝                 |
| 2022     | エロヴヌリ・リーガ  | 4位      | 36       | 15       | 12       | 9        | 55       | 44       | 57       | 3回戦敗退              |